# Mindless Self Indulgence
I Mindless Self Indulgence (spesso contratto in MSI) sono un gruppo musicale statunitense formatosi a New York nel 1997. La loro musica ha uno stile misto tra punk, elettronica e hip hop.

## Storia del gruppo
La band si è formata quando il cantante Jimmy Urine è stato contattato dai futuri membri della band: il chitarrista Righ?, la bassista Vanessa YT (dal 2001 sostituita da Lyn-Z) e la batterista Kitty. Hanno pubblicato cinque album in studio, svariati EP, un album live e un DVD live. Piuttosto che firmare contratti discografici tradizionali, il gruppo ha concesso in licenza la maggior parte dei loro album per etichette discografiche, mantenendo la proprietà della musica.
La band ha aperto i concerti di molti gruppi come Linkin Park, System of a Down, Korn, Sum 41, My Chemical Romance e Rammstein. Le band che hanno aperto i loro concerti sono i My Chemical Romance, The Dresden Dolls, Rasputina, The Birthday Massacre, Tub Ring, Dog Fashion Disco e Julien-K.
Nel dicembre 2010 hanno pubblicato il loro fumetto intitolato Adventures into Mindless Self Indulgence, il quale contiene vari aneddoti dei loro tour oltre che ai momenti più significativi della band.
Nel 2012 dopo tre mesi di tour nel Nord America annunciano il loro tour europeo dal 25 ottobre al 10 novembre dello stesso anno, successivamente annunciano il loro tour australiano previsto per il successivo marzo al Soundwave Festival 2013.
Il 25 ottobre 2012, tramite il sito di crowd-funding Kickstarter la band annuncia il suo 5º album in studio, uscito nel marzo 2013.
Il 13 marzo 2013 esce ufficialmente How I Learned to Stop Giving a Shit And Love Mindless Self Indulgence; parallelamente all'uscita del nuovo album la band intraprende un tour per gli Stati Uniti che si conclude il 3 maggio.

## Formazione

### Formazione attuale
- Jimmy Urine – voce, sintetizzatore (1997-presente)
- Steve, Righ? – chitarra, cori (1997-presente)
- Kitty – batteria (1997-presente)
- Lyn-Z – basso (2001-presente)

### Ex componenti
- Vanessa YT – basso (1998-2001)
- Markus Euringer – chitarra, basso (1997)

## Discografia

### Album in studio
- 1999 – Tight
- 2000 – Frankenstein Girls Will Seem Strangely Sexy
- 2005 – You'll Rebel to Anything
- 2008 – If
- 2013 – How I Learned to Stop Giving a Shit and Love Mindless Self Indulgence
- 2024 – MSI B-SIDES vol.1

### Raccolte
- 2015 – Pink

### Album dal vivo
- 2002 – Alienating Our Audience

### EP
- 1995 – Mindless Self Indulgence
- 2003 – Despierta Los Niños
- 2008 – Another Mindless Rip Off
- 2010 – <3

### DVD
- 2007 – Our Pain Your Gain